# Ernst Rüdiger Starhemberg
Ernst Rüdiger Camillo Maria Starhemberg (Eferding, 10 de mayo de 1899-Schruns, 15 de marzo de 1956) fue un político austríaco.

## Biografía

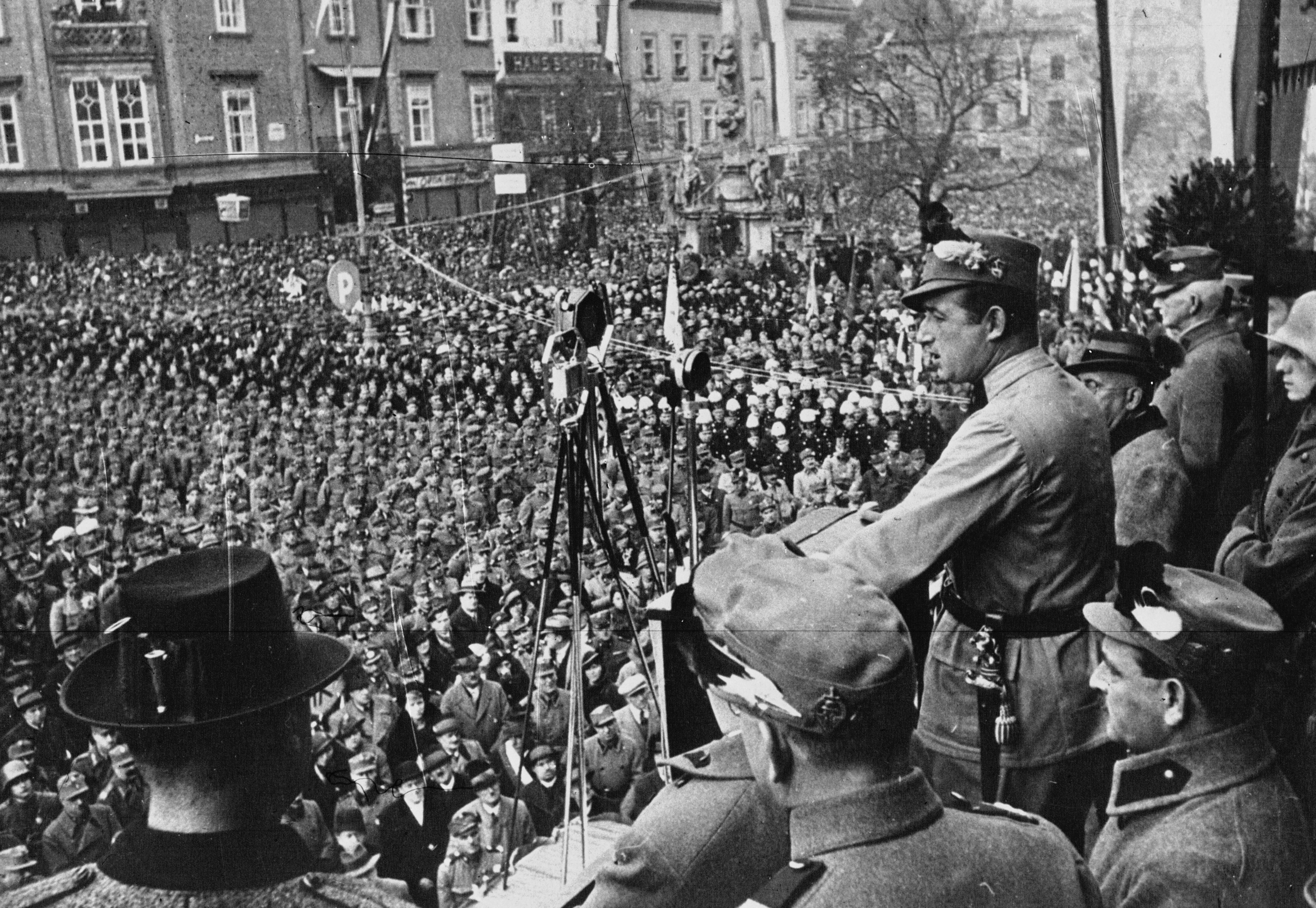
Starhemberg en 1936.

Nacido el 10 de mayo de 1899 en Eferding, mantuvo contactos con Adolf Hitler y participó en el putsch de la cervecería en 1923, aunque se acabaría alejando del nacionalsocialismo austríaco a lo largo de la década de 1930. Más joven que la mayoría de los principales caudillos de la Heimwehr, apuesto, veterano de la Primera Guerra Mundial, buen orador y perteneciente a una ilustre familia noble y monárquica, como caudillo nacional carecía de atractivo entre el campesinado y los más humildes─por su origen privilegiado─, y entre los pangermanos ─por su inclinación a la monarquía─. Su carácter holgazán e irresponsable y su mayor interés por las mujeres que por la política eran también obstáculos para su buen desempeño como adversario de Hitler, importantes desventajas cuando los partidarios de este comenzaron a amenazar la posición de la Heimwehr a finales de 1930.
El 18 de julio de 1929, se convirtió en el jefe de la Heimwehr de la Alta Austria. Deseoso de eliminar toda influencia de los partidos políticos de la formación paramilitar, empleó gran parte de su fortuna en crear unidades selectas dotadas de abundante armamento. Los enormes gastos de mantener este ejército privado hicieron que en 1930 se declarase en bancarrota. Su primera aparición pública de importancia tuvo lugar en la manifestación del 27 de octubre de 1929 en Viena, convocada para obligar al canciller Johann Schober a aprobar el borrador de cambios constitucionales presentado por la formación el 30 de septiembre. Desde diciembre de 1929, mantuvo una dura disputa con Emil Fey por el control de las unidades de la formación paramilitar de la capital.
El 2 de septiembre de 1930 y con el beneplácito del canciller Johann Schober, acusó de corrupción a Richard Steidle y Walter Pfrimer, jefes de la Heimwehr y les exigió que justificasen diversos gastos; estos desconocedores de las finanzas de la formación y sin el auxilio de Waldemar Pabst, deportado meses antes por el Gobierno y único que conocía en detalle las cuentas de la organización, dimitieron. Como sustituto, se escogió a Starhemberg.
Líder de la Heimwehr —salvo un breve lapso— entre septiembre de 1930 y 1936, fue nombrado vicecanciller federal el 1 de mayo de 1934, sustituyendo a Emil Fey. Tras el asesinato de Dollfuss en el putsch del 25 de julio llegó a ejercer de canciller interino desde el día 26 hasta el nombramiento oficial de Kurt Schuschnigg el día 30. También sucedió a Dollfuss en el liderazgo del Frente Patriótico (Vaterländische Front, VF) y ocupó el cargo hasta 1936, cuando fue a su vez sustituido por Schuschnigg. Starhemberg, que salió del gobierno el 14 de mayo de 1936, huyó a Francia tras la anexión de Austria por parte de Alemania nazi de 1938. En 1937, contrajo matrimonio con la actriz Nora Gregor, con la que se mantuvo casado hasta 1949 y tuvo un hijo, Heinrich.
Falleció el 15 de marzo de 1956 en Schruns.